# Adam Skorek
Adam Waldemar Skorek (ur. 24 grudnia 1956 roku w Krzczonowie) – polski naukowiec, profesor nauk technicznych i przedsiębiorca.
Profesor tytularny na Wydziale Elektrotechniki, Elektroniki i Informatyki, a także kierownik Laboratorium Zarządzania Procesami Elektrotermicznymi na Uniwersytecie Quebeku w Trois-Rivières (UQTR) oraz właściciel przedsiębiorstw innowacyjnych i konsultingowych prowadzących działalność gospodarczą w Kanadzie. Profesor wizytujący na Wydziale Zarządzania Politechniki Białostockiej. 
Syn Stanisława Skorka.

## Życiorys
Ukończył inżynierskie studia magisterskie na Politechnice Białostockiej (1975-1980) oraz studia doktoranckie na Politechnice Warszawskiej (1980-1982). W okresie studiów magisterskich był aktywnym działaczem studenckim oraz inicjatorem powstania i pierwszym prezesem Chóru Politechniki Białostockiej.

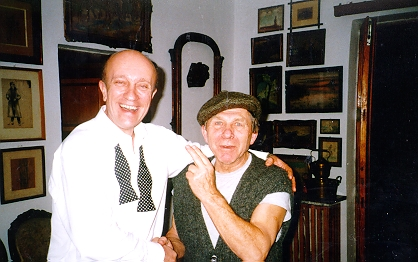
Urodzeni w Krzczonowie: Wojciech Siemion i Adam Skorek (1999)

W latach 1983–1987 zatrudniony był jako adiunkt na Politechnice Białostockiej oraz jako wykładowca w Orańskim Instytucie Telekomunikacji w Algierii. Od listopada 1987 roku pracuje na Uniwersytecie Quebeku w Trois-Rivières, gdzie uzyskał status stałego pracownika oraz otrzymał tytuły profesora adiunkta (1988), profesora agregowanego (1992) i profesora tytularnego (1995). Na UQTR pełnił też funkcje Dziekana Wydziału Elektrotechniki Elektroniki i Informatyki (2001-2007) oraz dyrektora Zespołu Badawczego Elektroniki Przemysłowej (1995-2001). Utworzył (1989) i prowadzi na UQTR Laboratorium Elektrotermii Przemysłowej które przekształcił w Laboratorium Nanotermii (2003), a następnie w Laboratorium Zarządzania Procesami Elektrotermicznymi (2013). Jest współtwórcą międzynarodowej konferencji z zakresu wykorzystania superkomputerów PARELEC. Swe prace naukowe finansuje ze środków otrzymywanych na drodze konkursowej m.in. z Natural Sciences and Engineering Research Council of Canada oraz Canadian Foundation for Innovation. Jego dorobek naukowy zawiera ponad 130 publikacji dotyczących głównie zjawisk elektrotermicznych. Wypromował 5 doktorantów w Kanadzie i w Polsce oraz wspomagał z Kanady 3 ukończone doktoraty w Polsce. Był recenzentem w 10 przewodach doktorskich. Jako profesor wizytujący Politechniki Białostockiej (2006–2008, 2009–2015, 2015–2024) prowadził zajęcia dydaktyczne, uczestniczył w projektach badawczych, opiekował się młodą kadrą, prowadził promocje prac doktorskich, magisterskich i dyplomowych, uzyskując wiele nagród i wyróżnień, a w tym trzecie miejsce w plebiscycie na wykładowcę roku na Podlasiu (2010),   
Prowadził m.in. wykłady z przedmiotów: nowoczesne techniki analizy systemów, elektrotechnika teoretyczna, materiałoznawstwo, teoria sterowania, obwody i systemy, metrologia, sieci elektroenergetyczne, fizyka dla inżynierów a także seminaria na studiach magisterskich i doktoranckich. Wypromował ponad 150 dyplomowych prac inżynierskich i magisterskich. Jedna z tych prac zdobyła pierwsze miejsce w konkursie na najlepszą pracę wdrożeniową w Prowincji Quebec.
Był i jest członkiem wielu Rad Nadzorczych, w tym Rady Gubernatorów Uniwersytetu Qubeku (2011- 2014), Rady Nadzorczej Uniwersytetu Quebeku w Trois-Rivières (2008 – 2011), IEEE Industry Applications Society Executive Board jako Awards Department Chair (2005-2008) oraz Manufacturing Systems and Applications Development Department Chair (2002-2003). Jest członkiem Stowarzyszenia Elektryków Polskich (SEP) oraz wchodzi w skład Rady Programowej Przeglądu Elektrotechnicznego (2004 -...). Przewodniczył Kanadyjskiemu Stowarzyszeniu Dziekanów Wydziałów Elektrotechniki, Elektroniki i Informatyki (2004) oraz zasiadał jako przedstawiciel Kanady w Radzie Nadzorczej Stowarzyszenia Dziekanów Wydziałów Elektrycznych, Elektroniki i Informatyki Ameryk (2004). Jest członkiem Akademii Inżynierskiej w Polsce.
Został wybrany Prezesem Kongresu Polonii Kanadyjskiej - Okręg Quebek (2015-2017).

## Odznaczenia
Jest odznaczony Krzyżem Kawalerskim Orderu Zasługi Rzeczypospolitej Polskiej (2015), Medalem Gubernatorów Uniwersytetu Quebeku, Medalem Diamentowego Jubileuszu Królowej Elżbiety II (2012), Złotym Krzyżem Zasługi (2004), został uhonorowany tytułem Fellow Instytutu Inżynierów Elektryków i Elektroników (FIEEE, 2009), tytułem Fellow Kanadyjskiego Instytutu Inżynierii (FEIC, 2004), medalem IEEE Canada W.S. Read Outstanding Service Award (2006), nagrodą IEEE RAB Leadership Award (2006) oraz uzyskał stopień Seniora IEEE (SMIEEE, 1992).

## Życie prywatne
Związek małżeński zawarł w 1980 roku. Żona Marzena Skorek z domu Piotrowska – absolwentka Wydziału Architektury Politechniki Białostockiej i licencjonowany architekt, w Prowincji Quebek, Kanada. Ma syna Marcina i córkę Katarzynę.